# Lycorina spilonotae
Lycorina spilonotae är en stekelart som beskrevs av Chao 1980. Lycorina spilonotae ingår i släktet Lycorina och familjen brokparasitsteklar. Inga underarter finns listade i Catalogue of Life.